# Park Narodowy Päijänne
Park Narodowy Päijänne (fiń. Päijänteen kansallispuisto) – park narodowy o powierzchni 14 km², znajdujący się w południowej części jeziora Päijänne w Finlandii. Został utworzony w 1993 roku i jest zarządzany przez Metsähallitus. Park obejmuje około 50 niezamieszkanych wysp (z ponad 1800 znajdujących się na jeziorze) oraz części kilku zamieszkanych. Większość obszarów parku jest dostępna wyłącznie drogą wodną (łódź pasażerska kursująca według rozkładu, łódź motorowa, wiosłowa lub kajak).